# Got the Beat
Le Got the Beat (갓더비트?; stilizzato in GOT the beat) sono un supergruppo sudcoreano formatosi nel 2022 sotto la SM Entertainment. È la prima unità del gruppo-progetto della SM Girls on Top, nonché il secondo supergruppo della SM, dopo i SuperM nel 2019. Ne fanno parte la solista BoA, Hyoyeon e Taeyeon delle Girls' Generation, Seulgi e Wendy delle Red Velvet, e Winter e Karina delle Aespa.
Il primo singolo del supergruppo, Step Back, è uscito il 3 gennaio 2022, mentre l'EP di debutto, Stamp on It, è stato pubblicato un anno dopo, il 16 gennaio 2023.

## Formazione
- BoA (보아)
- Taeyeon (태연) (Girls' Generation)
- Hyoyeon (효연) (Girls' Generation)
- Seulgi (슬기) (Red Velvet)
- Wendy (웬디) (Red Velvet)
- Karina (카리나) (Aespa)
- Winter (윈터) (Aespa)

## Discografia

### EP
- 2023 – Stamp on It

### Singoli
- 2022 – Step Back

## Videografia
- 2022 – 'Step Back' Stage Video
- 2023 – Stamp on It

## Concerti
- SM Town Live 2022: SMCU Express at Kwangya (2022)
- SM Town Live 2022: SMCU Express (2022)
- SM Town Live 2023: SMCU Palace at Kwangya (2023)

## Riconoscimenti
Seoul Music Awards
- Bonsang Award (2023)